# Achyranthes mutica
Achyranthes mutica ist eine seltene Pflanzenart aus der Familie der Fuchsschwanzgewächse (Amaranthaceae). Dieser Strauch ist auf Hawaiʻi endemisch.

## Merkmale
Achyranthes mutica ist ein mehrfach verzweigter Strauch, der eine Wuchshöhe von 30,5 bis 60,9 Zentimetern erreicht. Die gegenständigen Laubblätter sind 3,3 bis 4,1 Zentimeter lang und 1,5 bis 2,0 Zentimeter breit. Die Blattstiele sind 0,3 bis 1,5 Zentimeter lang. Die Oberfläche der jungen Blätter ist fein behaart, mit zunehmendem Alter der Blätter wird sie jedoch glatt. Die Blattspreite ist verkehrt eiförmig bis elliptisch oder verkehrt lanzettlich.
Die ungestielten Blüten sind in 0,4 bis 1,5 Zentimeter langen, ährigen Blütenständen angeordnet, die direkt in der mit dichten, flaumigen, abstehenden Haaren bedeckten Blütenstandsachse hängen. Den Kelchblättern entgegengesetzt ist ein 1 bis 1,3 Millimeter langes, breit eiförmiges Tragblatt, das an der Spitze mit feinen Stacheln bedeckt ist. Die breit eiförmigen Vorblätter sind 1,8 bis 2,3 Millimeter lang. Die kronblattlosen Blüten sind zwittrig. Die 0,25 bis 0,51 Zentimeter langen Kelchblätter sind unsymmetrisch und scharf zugespitzt am Apex. Über die Früchte ist nichts bekannt.
Von anderen Arten der Gattung unterscheidet sich Achyranthes mutica durch die Größe der Kelchblätter und durch die kurze und zusammengedrückte Ähre.

## Lebensraum
Achyranthes mutica kommt in Höhenlagen bis 925 Metern in trockenen Tieflandwäldern in Vergesellschaftung mit Acacia koaia, Dodonaea viscosa,  Myoporum sandwicense, Nestegis sandwicensis, Osteomeles anthyllidifolia und Sophora chrysophylla vor.

## Taxonomie
Achyranthes mutica wurde 1867 von Asa Gray in Proceedings of the American Academy of Arts and Sciences Band 7, Seite 200 erstbeschrieben.

## Bestand und Gefährdung
Vor der Wiederentdeckung im Jahre 1992 war Achyranthes mutica nur von zwei Exemplaren bekannt. Das erste wurde 1779 von David Nelson, einem Pflanzensammler, der für Joseph Banks arbeitete, auf der Hauptinsel Hawaiʻi entdeckt. Das zweite Exemplar, auf dessen Basis Asa Gray 1867 die wissenschaftliche Erstbeschreibung verfasste, sammelte der französische Naturforscher Ezechiel Jules Remy in der Zeit zwischen 1851 und 1855 auf Kauaʻi. Heute existiert die Art nur noch an drei Fundorten auf Hawaiʻi in der Region des Keawewai-Stroms, am Südhang des Puu Loa im Kohala-Gebirge und in der Lanikepu-Schlucht. 1997 bestand die Population aus 30 bis 50 Individuen. Im selben Jahr wurde damit begonnen, im National Tropical Botanical Garden in Kalaheo eine Samenbank mit 500 Samen für Achyranthes mutica einzurichten. 20 Pflanzen wurden erfolgreich in der Kultivierung herangezogen. Im Jahre 2003 hatte sich der Bestand auf 120 bis 150 Exemplare erhöht.
Als Hauptgefährdungsursachen gelten Degradierung und Zerstörung des Lebensraums durch Hirsche, Vieh und verwilderte Ziegen. Auch Erdrutsche und Hurrikans sowie die Konkurrenz mit invasiven Pflanzenarten wie Psidium guajava, Ageratina riparia, Hylocereus undatus,  Conyza bonariensis und Pennisetum clandestinum gefährden den Bestand der Art.